# Örnsköldsvik IBK
Örnsköldsvik Innebandyklubb (ÖIBK), bildad 1987, är en innebandyförening från Örnsköldsvik. Den består av en sammanslagning mellan föreningarna Örnsköldsviks SK innebandy och BK 96 Innebandy. Föreningen har cirka 700 medlemmar och har 30 lag i spel.
Klubben har sina representationslag i Elitserien (damer) och Division 1 Norra Norrland (herrar).
Hemmaarenan är från och med säsongen 2007/2008 Skyttis Arena som tar ca 1000 åskådare. Tidigare spelade man i anrika Örnsköldsviks Sporthall.

## Herrlaget
Herrlaget åkte ur Elitserien säsongen 2002/2003 och spelade därefter i Division 1 Norra. När seriesystemet gjordes om inför säsongen 2010/2011 klarade inte Örnsköldsvik av att kvalificera sig för den nya Allsvenskan och relegrades till det som nu är den svenska tredjedivisionen, Division 1 Norra Norrland.

## Damlaget
Damlaget spelar i Elitserien och hade sin storhetstid mellan 2002 och 2004 med SM-guldet 2004 som den absoluta toppen. 

## Arrangemang
- Paradiscupen är en innebandycup som arrangeras under trettondagshelgen varje år för lag i åldersklasserna 9 till 17 år.
- Martin Olofsson Innebandyskola är ett sommarläger med innebandy och mycket annat på programmet. Vanligtvis ligger den i månadsskiftet juli/augusti.

## Spelarprofiler
- Martin Olofsson
- Gunnar Domeij
- Jan Sjödin
- Joakim Bäckström
- Rickard Olofsson
- Patrik Jägbring
- Peter Svensson
- Stina Olofsson
- Karin Forsberg
- Elin Tjärnström